# Ronde van Frankrijk 2007/Eerste etappe

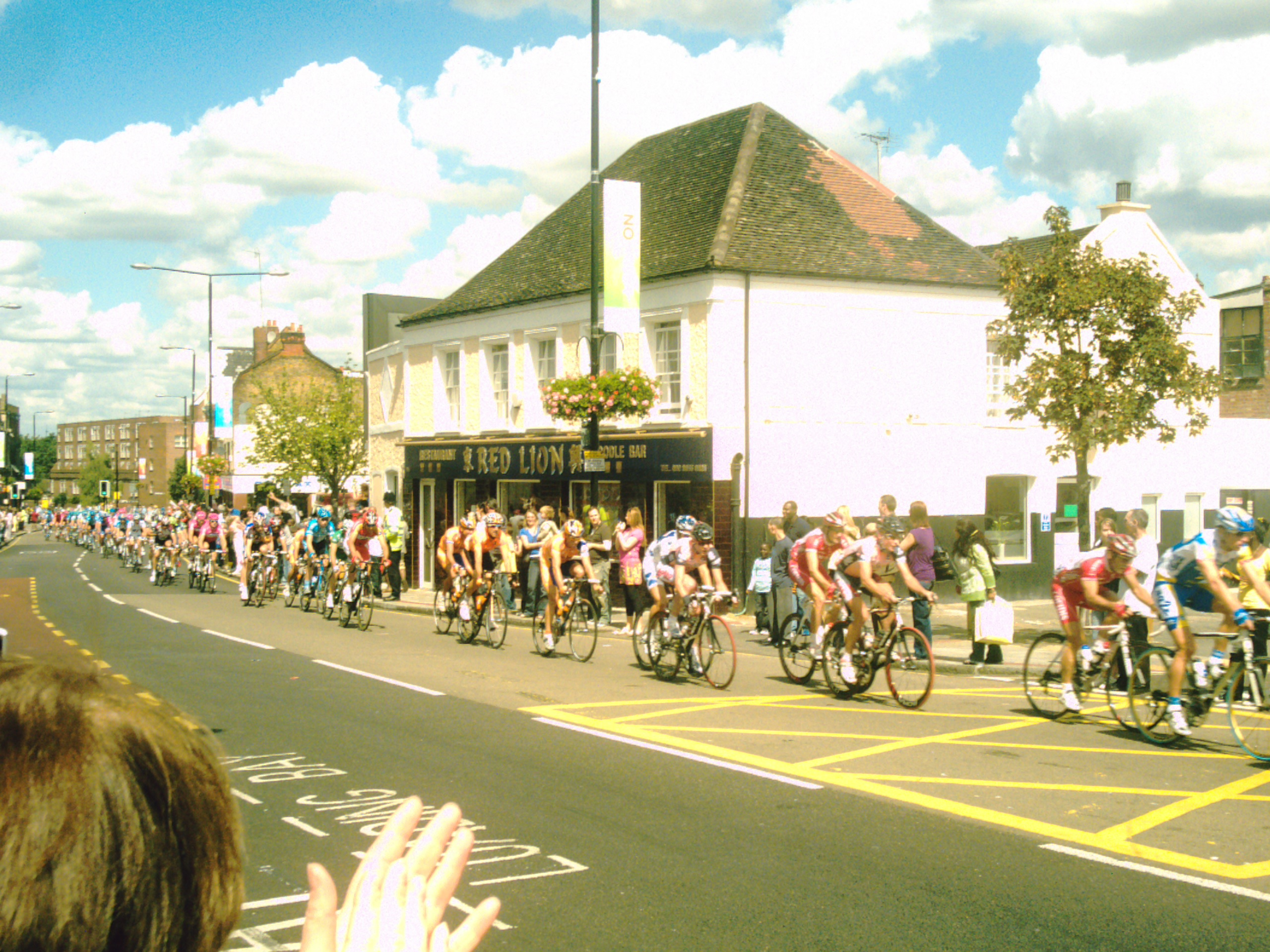

De eerste etappe van de Ronde van Frankrijk 2007 werd verreden op 8 juli 2007 tussen Londen en Canterbury over een afstand van 203 kilometer. Het is tot heden de laatste Touretappe die op Brits grondgebied werd verreden.

## Verloop
Vooraf werd verwacht dat de wedstrijd zou eindigen in een massasprint. Nadat David Millar al een uur solo voorop had gereden, sloten vier anderen aan: Freddy Bichot, Stéphane Augé, Andrij Grivko en Aljaksandr Koetsjynski. Robbie McEwen had na 15 km een lekke band, maar hij kon al snel weer aansluiten bij het peloton.
Het leek erop dat David Millar zijn matige prestatie in de proloog (13e) wilde wegpoetsen, want de Schot won de eerste twee tussensprints - in Gillingham en Teston - en ook de bergsprint in Southborough. Na 79 kilometer was ook de eerste uitvaller een feit: Eduardo Gonzalo van de Franse Agritubel-ploeg moest na een valpartij gedwongen afstappen; bij deze valpartij vloog hij door de achterruit van een auto.
Grivko en Millar lieten zich na enige tijd wegzakken uit de kopgroep en werden op 40 kilometer van de eindstreep teruggepakt door het peloton. Op 15 km, na de slotklim, werd Augé als laatste teruggepakt. Millar werd daar nog 2e in de bergsprint en verzekerde zich van de bolletjestrui. Belangrijker was op dat moment dat Robbie McEwen betrokken was bij een valpartij. Hij werd op enkele kilometers van de streep teruggebracht in het peloton door zijn ploeggenoten, maar leek kansloos om nog mee te spelen. Tot ieders verrassing dook McEwen toch op in de massasprint en die won de Australiër uiteindelijk zelfs met riante voorsprong. Thor Hushovd en Tom Boonen vervolledigden het podium. Fabian Cancellara behield zijn gele leiderstrui.

### Tussensprints
| Tussensprint Gillingham na 46.5 km |                        |        |
| Plaats                             | Naam                   | Punten |
| Winnaar                            | David Millar           | 6      |
| 2                                  | Andrij Grivko          | 4      |
| 3                                  | Aljaksandr Koetsjynski | 2      |

| Tussensprint Teston na 76 km |                        |        |
| Plaats                       | Naam                   | Punten |
| Winnaar                      | David Millar           | 6      |
| 2                            | Andrij Grivko          | 4      |
| 3                            | Aljaksandr Koetsjynski | 2      |

| Tussensprint Tenterden na 140.5 km |                        |        |
| Plaats                             | Naam                   | Punten |
| Winnaar                            | Aljaksandr Koetsjynski | 6      |
| 2                                  | Freddy Bichot          | 4      |
| 3                                  | Andrij Grivko          | 2      |

### Bergsprints
| Beklimming Southborough Hill na 94.5 km | Beklimming Southborough Hill na 94.5 km | Beklimming Southborough Hill na 94.5 km | 4e cat. 2.3 km à 4.1 % | 4e cat. 2.3 km à 4.1 % |
| Plaats                                  | Naam                                    | Naam                                    | Punten                 |                        |
| Winnaar                                 | David Millar                            | David Millar                            | 3                      |                        |
| 2                                       | Andrij Grivko                           | Andrij Grivko                           | 2                      |                        |
| 3                                       | Aljaksandr Koetsjynski                  | Aljaksandr Koetsjynski                  | 1                      |                        |

| Beklimming Goudhurst Hill na 121 km | Beklimming Goudhurst Hill na 121 km | Beklimming Goudhurst Hill na 121 km | 4e cat. 1.6 km à 5.3 % | 4e cat. 1.6 km à 5.3 % |
| Plaats                              | Naam                                | Naam                                | Punten                 |                        |
| Winnaar                             | Freddy Bichot                       | Freddy Bichot                       | 3                      |                        |
| 2                                   | Stéphane Augé                       | Stéphane Augé                       | 2                      |                        |
| 3                                   | Aljaksandr Koetsjynski              | Aljaksandr Koetsjynski              | 1                      |                        |

| Beklimming Farthing Common na 183 km | Beklimming Farthing Common na 183 km | Beklimming Farthing Common na 183 km | 4e cat. 1.1 km à 6.1 % | 4e cat. 1.1 km à 6.1 % |
| Plaats                               | Naam                                 | Naam                                 | Punten                 |                        |
| Winnaar                              | Stéphane Augé                        | Stéphane Augé                        | 3                      |                        |
| 2                                    | David Millar                         | David Millar                         | 2                      |                        |
| 3                                    | David de la Fuente                   | David de la Fuente                   | 1                      |                        |

## Uitslag

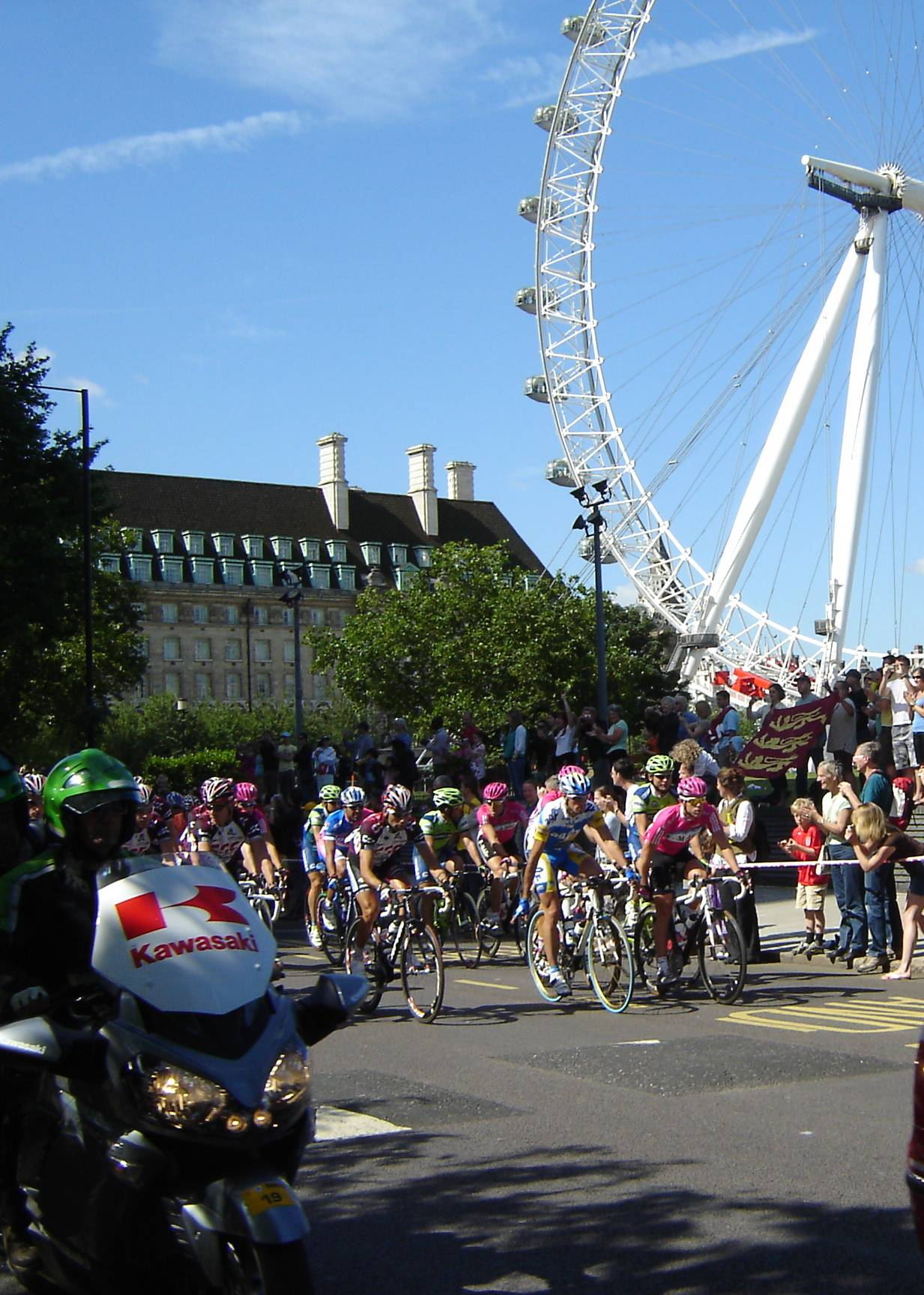
De renners in Londen

| rang | renner             | land      | ploeg                 | tijd       |
| ---- | ------------------ | --------- | --------------------- | ---------- |
| 1    | Robbie McEwen      | Australië | Predictor-Lotto       | 4u 39' 01" |
| 2    | Thor Hushovd       | Noorwegen | Crédit Agricole       | z.t.       |
| 3    | Tom Boonen         | België    | Quick·Step-Innergetic | z.t.       |
| 4    | Sébastien Chavanel | Frankrijk | La Française des Jeux | z.t.       |
| 5    | Romain Feillu      | Frankrijk | Ag2r Prévoyance       | z.t.       |
| 6    | Robert Förster     | Duitsland | Gerolsteiner          | z.t.       |
| 7    | Óscar Freire       | Spanje    | Rabobank              | z.t.       |
| 8    | Marcus Burghardt   | Duitsland | T-Mobile Team         | z.t.       |
| 9    | Francisco Ventoso  | Spanje    | Saunier Duval-Prodir  | z.t.       |
| 10   | Tomas Vaitkus      | Litouwen  | Discovery Channel     | z.t.       |

Proloog ·
1e etappe ·
2e etappe ·
3e etappe ·
4e etappe ·
5e etappe ·
6e etappe ·
7e etappe ·
8e etappe ·
9e etappe ·
10e etappe ·
11e etappe ·
12e etappe ·
13e etappe ·
14e etappe ·
15e etappe ·
16e etappe ·
17e etappe ·
18e etappe ·
19e etappe ·
20e etappe
Startlijst · Eindstanden · Afbeeldingen